# Жан-П'єр Дарруссен
Жан-П'єр Дарруссе́н (фр. Jean-Pierre Darroussin; нар. 4 грудня 1954, Курбевуа, Франція) — французький актор та режисер. Лауреат кінопремії «Сезар» 1997 року за найкращу чоловічу роль другого плану у фільмі «Сімейна атмосфера» .

## Біографія та кар'єра
Жан-П'єр Дарруссен народився 4 грудня 1953 року в Курбевуа, Франція. Освіту здобув у паризькій Консерваторії драматичного мистецтва, де навчався в класі Марселя Блюваля разом з Катрін Фро і Аріаною Аскарід. Здобув популярність як театральний актор у складі трупи П'єра Прадена. Деякий час зі своєю партнеркою Катрін Фро грав у спектаклі «Компанія Червоної шапочки», який мав великий успіх у глядачів.
У 1980-у році Жан-П'єр Дарруссен дебютував у кіно невеликою роллю мрійника-параноїка, що проходить курс нетрадиційної терапії, в «Психотерапевті» Філіпа де Брока. Впродовж 15-ти років грав у кіно другорядні ролі, зокрема в таких відомих стрічках, як «Наша історія» (1984) Бертрана Бліє і «Мої найкращі друзі» (1989) Жана-Марі Пуаре.
Наприкінці 1980-х Жан-П'єр Даррусен грає в театральних постановках двох п'єс дуету акторів-драматургів Жана-П'єра Бакрі і Аньєс Жауї. Обидві п'єси незабаром екранізуються: Філіп Мюль зняв «Кухню і залежність» (1993), а «Сімейну атмосферу» (1996) переніс на екран Седрік Клапіш. Даррусен взяв участь в обох стрічках, які стали значними подіями в культурному житті Франції. Роль мовчазного бармена Дені в «Сімейній атмосфері» принесла Дарруссену в 1997 році «Сезара» за найкращу чоловічу роль другого плану.
Після успіху «Сімейної атмосфери» Дарруссену все частіше дістаються головні ролі як, наприклад, в комедії «Ах, якби я був багатим!» (2002) чи трилерах — «Восьминіг» (1998) і «Червоне світло» (2004), в яких його партнерками стали відповідно Клотильда Куро і Кароль Буке.
Через Аріану Аскарід Дарруссен познайомився з її майбутнім чоловіком, режисером вірменського походження Робером Гедігяном, який зняв актора майже в усіх своїх стрічках.
У 1992 році Жан-П'єр Даррусен дебутював як режисер короткометражною стрічкою «Це занадто безглуздо!», а у 2006 році поставив повнометражний фільм «Передчуття», за який отримав Приз Луї Деллюка та Приз Французького синдикату кінокритиків за найкращий французький фільм.

## Особисте життя
Жан-П'єр Даррусен має двох доньок, Марі і Джульєтту, від попереднього шлюбу. Кілька років перебував у стосунках з французькою актрисою, сценаристкою і режисером Валері Стро. 2009 року Даррусен одружився з франко-шведською режисеркою Анна Новіон; у подружжя в травні 2014 році народився син Вінсент.

## Фільмографія (вибіркова)
Актор
За час своєї акторської кар'єри Жан-П'єр Дарруссен зіграв ролі у понад 100 кіно-, телевізійних фільмах та серіалах.
| Рік       |    | Українська назва                      | Оригінальна назва                             | Роль                                   |
| --------- | -- | ------------------------------------- | --------------------------------------------- | -------------------------------------- |
| 1958—1996 | с  | За останні п'ять хвилин               | Les cinq dernières minutes                    | Франсуа Ла Ву                          |
| 1980      | ф  | Психотерапевт                         | Psy                                           | Жак                                    |
| 1980      | ф  | Чи розумно це?                        | Est-ce bien raisonnable?                      | Анрі                                   |
| 1981      | ф  | Ті, кого ми не мали                   | Celles qu'on n'a pas eues                     | Амеді                                  |
| 1983      | тф | Орфей                                 | Orphée                                        | Ортобіз                                |
| 1984      | ф  | Наша історія                          | Notre histoire                                | другий пасажир                         |
| 1985      | ф  | Сцени з життя                         | Tranches de vie                               | кокетливий друг, журналіст             |
| 1985      | ф  | Помирають лише двічі                  | On ne meurt que deux fois                     | Молар                                  |
| 1985      | ф  | Ельза, Ельза                          | Elsa, Elsa                                    | Жю, син продюсера                      |
| 1988—1990 | с  | Таємні досьє інспектора Лавардена     | Les dossiers secrets de l'inspecteur Lavardin | Жан Леру                               |
| 1989      | ф  | Мої найкращі друзі                    | Mes meilleurs copains                         | Дені, Даніель Пекку                    |
| 1990      | ф  | Мадо: До запитання                    | Mado, poste restante                          | пастух                                 |
| 1991      | ф  | Бог не переварює байдужих             | Dieu vomit les tièdes                         | Кошіз                                  |
| 1991      | тф | Велика дюна                           | La grande dune                                | доктор Демаркі́                         |
| 1991      | ф  | Кохання на двох                       | L'amour en deux                               | Матіас                                 |
| 1991      | кф | Білий кошмар                          | Cauchemar blanc                               |                                        |
| 1992      | ф  | Незначні люди                         | Riens du tout                                 | Домремі                                |
| 1993      | ф  | Кухня і залежність                    | Cuisine et dépendances                        | Фред                                   |
| 1993      | ф  | У грошах щастя                        | L'argent fait le bonheur                      | кюре                                   |
| 1993      | с  | Усі хлопчики і дівчатка свого віку... | Tous les garçons et les filles de leur âge... | інспектор                              |
| 1994      | тф | Останній виток                        | Le dernier tour                               | Батист П'єрар                          |
| 1994      | ф  | Хованки з готівкою                    | Cache Cash                                    | Жан                                    |
| 1994      | ф  | Холодна вода                          | L'eau froide                                  | інспектор                              |
| 1995      | ф  | Правдива історія мадам Петлі          | Le fabuleux destin de Madame Petlet           | Ерве Рейтер                            |
| 1995      | ф  | За життя і смерть                     | À la vie, à la mort!                          | Жако                                   |
| 1996      | ф  | Мій чоловік                           | Mon homme                                     | клієнт Жильбера                        |
| 1996      | ф  | Сімейна атмосфера                     | Un air de famille                             | Дені                                   |
| 1997      | тф | Будинок                               | Un homme                                      | Шарль                                  |
| 1997      | ф  | Маріус і Жанетт                       | Marius et Jeannette                           | Деде                                   |
| 1997      | ф  | Відомі старі пісні                    | On connaît la chanson                         | молодий чоловік з чеками               |
| 1998      | ф  | Якщо я люблю тебе, бережися           | Si je t'aime, prends garde à toi              | комівояжер                             |
| 1998      | ф  | На місці серця                        | À la place du coeur                           | Жоель Пачі                             |
| 1998      | ф  | Спрут                                 | Le poulpe                                     | Габріель Лекуврер, «Восьминіг»         |
| 1999      | ф  | Хто обскубує місяць?                  | Qui plume la lune?                            | Люсьєн                                 |
| 1999      | ф  | Що є життя?                           | C'est quoi la vie?                            | Марк, батько                           |
| 1999      | ф  | Нерозлучники                          | Inséparables                                  | Робер                                  |
| 1999      | ф  | Різдвяний пиріг                       | La bûche                                      | Жильбер                                |
| 2000      | ф  | В атаку!                              | À l'attaque!                                  | Жан-До                                 |
| 2000      | ф  | У місті все спокійно                  | La ville est tranquille                       | Поль                                   |
| 2000      | ф  | Ваш вибір, мадам                      | Ça ira mieux demain                           | Ксав'є                                 |
| 2001      | ф  | Не треба історій!                     | Pas d'histoires!                              |                                        |
| 2001      | ф  | Мистецтво зваблювання                 | L'art (délicat) de la séduction               | мосьє Юбер                             |
| 2001      | ф  | 15 серпня                             | 15 août                                       | Рауль                                  |
| 2002      | ф  | Приватна справа                       | Une affaire privée                            | кошлатий                               |
| 2002      | ф  | Марі-Жо і дві її любові               | Marie-Jo et ses 2 amours                      | Даніель                                |
| 2002      | ф  | Власники                              | Mille millièmes                               | Патрік Бертель                         |
| 2002      | ф  | Ах, якби я був багатим!               | Ah! Si j'étais riche                          | Альдо                                  |
| 2002      | ф  | Вам букет!                            | C'est le bouquet!                             | Рафаель                                |
| 2003      | кф | Повернення з весни                    | Le retour du printemps                        | Марк                                   |
| 2003      | ф  | Серця чоловіків                       | Le coeur des hommes                           | Ману                                   |
| 2003      | ф  | Ключі від машини                      | Les Clefs de bagnole                          | актор, який відмовляється грати Лорана |
| 2004      | ф  | Червоні вогні                         | Feux rouges                                   | Антуан                                 |
| 2004      | ф  | Говори, говори                        | Cause toujours!                               | Бруно                                  |
| 2004      | ф  | Мой тато – інженер                    | Mon père est ingénieur                        | Жеремі, Жозеф                          |
| 2004      | ф  | Довгі заручини                        | Un long dimanche de fiançailles               | капрал Бенжамін Гордес                 |
| 2005      | ф  | Сен-Жак... мечеть                     | Saint-Jacques... La Mecque                    | Клод                                   |
| 2005      | ф  | Скільки ти коштуєш?                   | Combien tu m'aimes?                           | Андре Міжо                             |
| 2005      | ф  | Кактус                                | Le cactus                                     | Ренар                                  |
| 2006      | ф  | Краса земна                           | Toute la beauté du monde                      | Мішель                                 |
| 2006      | ф  | Подорож до Вірменії                   | Le voyage en Arménie                          | П'єр                                   |
| 2006      | ф  | Передчуття                            | Le pressentiment                              | Шарль Бенесто                          |
| 2007      | ф  | Я чекаю кого-небудь                   | J'attends quelqu'un                           | Луїс Ренар                             |
| 2007      | ф  | Діалог з моїм садівником              | Dialogue avec mon jardinier                   | садівник Лео на прізвисько «Дюжарден»  |
| 2007      | ф  | Крихкий(і)                            | Fragile(s)                                    | Ів                                     |
| 2007      | ф  | Серця чоловіків 2                     | Le coeur des hommes 2                         | Ману                                   |
| 2008      | тф | Сьомий присяжний засідатель           | Le septième juré                              | Грегорі Дюваль                         |
| 2008      | ф  | Леді Джейн                            | Lady Jane                                     | Франсуа                                |
| 2008      | ф  | Подорож в Піренеї                     | Le voyage aux Pyrénées                        | Александр Даро                         |
| 2008      | ф  | Дорослі люди                          | Les grandes personnes                         | Альберт                                |
| 2009      | ф  | Помилка банку на вашу користь         | Erreur de la banque en votre faveur           | Етьєн                                  |
| 2009      | ф  | Нічого особистого                     | Rien de personnel                             | Бруно Куфф                             |
| 2009      | ф  | Армія злочинців                       | L'armée du crime                              | інспектор Пужоль                       |
| 2009      | ф  | Королева клубів                       | La dame de trèfle                             | Симон Сарасян                          |
| 2010      | ф  | 22 кулі: Безсмертний                  | L'immortel                                    | Мартін Бодінар                         |
| 2010      | ф  | Вихідний                              | Holiday                                       | Мішель Тремуа                          |
| 2011      | ф  | Донька землекопа                      | La fille du puisatier                         | мосьє Мазель                           |
| 2011      | тф | Великий ресторан 2                    | Le grand restaurant II                        | свінгер-бісексуал                      |
| 2011      | ф  | Сніги Кіліманджаро                    | Les neiges du Kilimandjaro                    | Мішель                                 |
| 2011      | ф  | Гавр                                  | Le Havre                                      | Моне                                   |
| 2011      | ф  | Рано вранці                           | De bon matin                                  | Поль                                   |
| 2011      | ф  | Штиль                                 | La mer à l'aube                               | абат Мойон                             |
| 2012      | ф  | Зустріч в Кіруні                      | Rendez-vous à Kiruna                          | Ернест Туссан                          |
| 2013      | ф  | Маріус                                | Marius                                        | Панісс                                 |
| 2013      | ф  | Фанні                                 | Fanny                                         | Панісс                                 |
| 2013      | ф  | Моя душа зцілилася вами               | Mon âme par toi guérie                        | батько                                 |
| 2013      | ф  | Серця чоловіків 3                     | Le coeur des hommes 3                         | Ману                                   |
| 2014      | ф  | Круговерть                            | La ritournelle                                | Ксав'є Лекану                          |
| 2014      | ф  | Успішного одужання!                   | Bon rétablissement !                          | Ерве Лоран                             |
| 2014      | ф  | Нитка Аріани                          | Au fil d'Ariane                               | таксист                                |
| 2017      | ф  | Обіцянка на світанку                  | La Promesse de l'aube                         | Заремба                                |
| 2017      | ф  | Вілла                                 | La villa                                      | Жозеф                                  |

Режисер
- 1992 : Це занадто безглуздо! / C'est trop con — короткометражний
- 1992 : Передчуття / Le Pressentiment

## Визнання
| Рік                                                   | Категорія                                                   | Фільм                       | Результат |
| ----------------------------------------------------- | ----------------------------------------------------------- | --------------------------- | --------- |
| Європейський кінофестиваль в Анже                     |                                                             |                             |           |
| 1993                                                  | Приз європейського журі за найкращий короткометражний фільм | Це занадто безглуздо!       | Номінація |
| Премія Сезар                                          |                                                             |                             |           |
| 1994                                                  | Найкращий актор другого плану                               | Кухня і залежність          | Номінація |
| 1997                                                  | Найкращий актор другого плану                               | Сімейна атмосфера           | Перемога  |
| 1998                                                  | Найкращий актор другого плану                               | Маріус і Жанетт             | Номінація |
| 1999                                                  | Найкращий актор                                             | Спрут                       | Номінація |
| 2008                                                  | Найкращий актор                                             | Діалог з моїм садівником    | Номінація |
| Міжнародний кінофестиваль франкомовного кіно в Намюрі |                                                             |                             |           |
| 1999                                                  | Золотий Байярд найкращому актору                            | Хто обскубує місяць?        | Перемога  |
| Кінофестиваль в Салоніках                             |                                                             |                             |           |
| 1999                                                  | Найкращий актор                                             | Хто обскубує місяць?        | Перемога  |
| Монреальський кінофестиваль                           |                                                             |                             |           |
| 2006                                                  | Приз Золотий зеніт                                          | Передчуття                  | Номінація |
| Приз Луї Деллюка                                      |                                                             |                             |           |
| 2006                                                  | Найкращий перший фільм                                      | Передчуття                  | Перемога  |
| Приз Французького синдикату кінокритиків              |                                                             |                             |           |
| 2007                                                  | Найкращий перший фільм                                      | Передчуття                  | Перемога  |
| Премія «Люм'єр»                                       |                                                             |                             |           |
| 2008                                                  | Найкращий актор                                             | Серця чоловіків 2           | Номінація |
| Телевізійний фестиваль в Монте-Карло                  |                                                             |                             |           |
| 2008                                                  | Приз Золота німфа за найкращу акторську гру в телефільмі    | Сьомий присяжний засідатель | Перемога  |
| Кришталевий глобус                                    |                                                             |                             |           |
| 2012                                                  | Найкращий актор                                             | Сніги Кіліманджаро          | Номінація |

## Громадська позиція
У липні 2018 підтримав петицію Асоціації французьких кінорежисерів на захист ув'язненого у Росії українського режисера Олега Сенцова